# Шестеріков Григорій Олександрович
Гри́горій Оле́ксандрович Ше́стеріков (нар. 10 січня 1877, м. Житомир, Російська імперія — ?) — російський військовий, полковник Російської імператорської армії, спортсмен, учасник Літніх Олімпійських ігор 1912 року в Стокгольмі у складі олімпійської збірної Російської імперії.

## Життєпис
Загальну освіту здобув у Полоцькому кадетському корпусі. На службі у російській імператорській армії з 31 серпня 1895 року. По закінченню 1-го Павлівського військового училища (по першому розряду) був направлений у лейб-гвардійський Резервний полк. Підпоручник армії (ст. 13 серпня 1896), підпоручник гвардії (ст. 13 серпня 1897), поручник (ст. 13 серпня 1901), штабс-капітан (ст. 13 серпня 1905), капітан (ст. 13 серпня 1909).
В складі спортивної делегації Російської імперії брав участь в Олімпійських іграх 1912 року. Змагався в турнірі зі стрільби: командне змагання зі стільби з армійського пістолета на 50-метрів — четверте місце.
Індивідуальні змагання: пістолет на 50 метрів — 31 місце; швидкий пістолет на 25 метрів — 32 місце.
На 1 вересня 1913 року капітан лейб-гвардійського 1-го стрілецького полку. Брав участь у першій світовій війні. Полковник (пр. 11 червня 1915; ст. 22 березня 1915; на вакансію). На 1 серпня 1916 року полковник лейб-гвардійського 1-го стрілецького полку.
Нагороди — ордена Святого Станіслава 3-го ст. (1906); Святої Анни 3-го ст. (1909); Святого Станіслава 2-го ст. (6 грудня 1913); Святого Володимира 4-го ст. з мечами та бантом (26 листопада 1914); Святої Анни 2-го ст. (30 липня 1915).
Місце смерті невідоме.